# Pavel Petr (básník)
Pavel Petr (* 3. ledna 1969 Gottwaldov) je český básník.

## Život
Vyučil se kovoobráběčem, pracoval jako zámečník, dílenský plánovač. V polovině 90. let byl blízkým spolupracovníkem revue Box, v letech 1995–1997 byl redaktorem revue Host v Brně. Pracuje jako knižní editor, v revue Prostor Zlín má na starosti literární část, kde publikuje současné české básníky. Je zaměstnaný v Krajské galerii výtvarného umění ve Zlíně.
Do roku 2001 vydal devět knih poezie, následovaly skladby S tebou tmavé louky roztroušených ostrovů – elegie, Řeckořím, Ve spánku sluncem jsi voněl, Apollónové s černými olivami a Ostrovánek, vydávané v jednotné grafické úpravě a tvořící volný cyklus. Nejpozději od lyrického deníku Srdéčko skonči se Pavel Petr otevřeně hlásí k homoerotickému založení svého díla.
Autor je zastoupen v mnoha českých a zahraničních antologiích poezie, jeho verše byly přeloženy do francouzského, ruského, německého, polského, slovinského, italského a portugalského jazyka.
| „            | Plodem lásky dvou chlapců je plující ostrov. | “ |
| — Pavel Petr |                                              |   |

## Dílo
- Déšť ve vězení řeky, Archa, 1990
- Křest za hluboké noci, Votobia, 1993
- Zlé brusy nože, Archa, 1994
- Rána střeleb, Host, 1995
- Trojlodí Jakuba, Host, 1996
- Za svítání Morava, Host, 1998
- Andělům víno, Větrné mlýny, 1999
- Srdéčko skonči, MaPa, 2000
- Javor mrazu javor, Větrné mlýny, 2001
- S tebou tmavé louky roztroušených ostrovů, Petrov, 2004
- Řeckořím, Větrné mlýny, 2001
- Ve spánku sluncem jsi voněl, Kniha Zlín, 2008
- Apollónové s černými olivami, Kniha Zlín, 2010

- Z Javoriny, Kniha Zlín, 2007
- Aréna pegas, Host, 2009 (výbor)
- Ostrovánek, Biru, 2012